# Nikolaï Vladimirovitch Semachko
Pour les articles homonymes, voir Nikolaï Semachko et Semachko.
Nikolaï Vladimirovitch Semachko (en russe : Николай Владимирович Семашко ; né en 1907 en Russie – décédé le 4 mars 1976 (69 ans) à Moscou, URSS) est un dirigeant sportif soviétique. Il dirige le comité des sports soviétique de 1939 à 1940 et de 1950 à 1954. Il devient vice-président de la Fédération internationale de basket-ball amateur (FIBA) entre 1960 et 1976 et président de la conférence Europe (actuellement FIBA Europe) entre 1967 et 1976. En 2007, il est intronisé en tant que contributeur au FIBA Hall of Fame.
Le trophée pour l'équipe victorieuse au championnat d'Europe est dénommé "Trophée Nikolaï-Semachko".